# コーシー＝コワレフスカヤの定理
コーシー=コワレフスカヤの定理(コーシー=コワレフスカヤのていり、英: Cauchy–Kovalevskaya theorem)とは偏微分方程式の解の存在と一意性についての基礎定理。解析性についての仮定の下、局所解の存在と一意性を保証する。常微分方程式の場合と準線形な偏微分方程式の特別な場合の結果を数学者コーシーが示し、その後、数学者コワレフスカヤによって一般的な偏微分方程式の場合に証明が与えられた。

## 定理の内容
(t, x) = (t, x1, x2,..., xn)を、n+1次元実ベクトル空間Rn+1（もしくはn+1次元複素ベクトル空間Cn+1）の点とし、次の形の偏微分方程式系
{\displaystyle {\frac {\partial ^{p_{i}}u_{i}}{\partial t^{p_{i}}}}=F_{i}{\biggl (}t,x,u_{1},u_{2},\dotsc ,u_{m},\dotsc ,{\frac {\partial ^{|\nu |}u_{j}}{\partial t^{\nu _{0}}\partial x_{1}^{\nu _{1}}\dotsb \partial x_{n}^{\nu _{n}}}},\dotsc ,{\biggr )}\quad (1\leq i,j,\leq m)}
{\displaystyle \quad |\nu |=\nu _{1}+\nu _{1}+\dotsb +\nu _{n}\leq p_{j},\quad \nu _{0}<p_{j}}
を初期条件
{\displaystyle {\frac {\partial ^{k}u_{i}}{\partial t^{k}}}(0,x)=w_{ik}(x)\quad (1\leq i\leq m,0\leq k\leq p_{i}-1)}
の下に考える。各Fi (1 ≤ i ≤ m)は、左辺に現れる{\displaystyle \partial ^{p_{i}}u_{i}/\partial t^{p_{i}}}の項は含まず、正規形(normal form)であるとする。
ここでFi (1 ≤ i ≤ m)は、全変数{\displaystyle t,x,u_{1},\dotsc ,u_{m},\dotsc ,(\partial ^{|\nu |}u_{j}/\partial t^{\nu _{0}}\partial x_{1}^{\nu _{1}}\dotsb \partial x_{n}^{\nu _{n}}),\dotsc }について、(0,0,...,0)の近傍で収束べき級数を持つ、すなわち解析的（Cω級）であるとし、wik(x) (1 ≤ i ≤ m, 0 ≤ k ≤ pi-1)もx=0の近傍で解析的であるとする。このとき、上記の偏微分方程式の初期問題を満たす解析的な解ui(t, x) (1 ≤ i ≤ m)が(t,x)=(0,0)の近傍で一意的に存在する。

## 解が存在しない例
無限回微分可能（C∞級）であっても、解析的（Cω級）でない場合には、解の存在は保証されない。そのような例として、1956年、数学者H. Lewyは次のような例を示した。
{\displaystyle {\frac {\partial v_{1}}{\partial x_{1}}}={\frac {\partial v_{2}}{\partial x_{2}}}-2x_{2}{\frac {\partial v_{1}}{\partial x_{3}}}-2x_{1}{\frac {\partial v_{2}}{\partial x_{3}}}-f(x_{3})}
{\displaystyle {\frac {\partial v_{2}}{\partial x_{1}}}=-{\frac {\partial v_{1}}{\partial x_{2}}}+2x_{1}{\frac {\partial v_{1}}{\partial x_{3}}}-2x_{1}{\frac {\partial v_{2}}{\partial x_{3}}}}
この例では、x1, x2, x3について、(0,0,0)の近傍で、1階連続微分可能な解を持つならば、f (x3)はx3 =0の近傍で解析的でなければならない。従って、f (x3)がC∞級であっても、解析的でなければ、局所解が存在しない。なお、この方程式は
{\displaystyle u=v_{1}+iv_{2}\quad (i={\sqrt {-1}})}
とすれば、
{\displaystyle {\frac {\partial u}{\partial x_{1}}}+i{\frac {\partial u}{\partial x_{2}}}+2i(x_{1}+ix_{2}){\frac {\partial u}{\partial x_{3}}}=f(x_{3})}
の形にまとめられる。